# Trehörningen (naturreservat, Karlskoga kommun)
Trehörningen är ett naturreservat i Karlskoga och Lekebergs kommuner i Örebro län.
Området är naturskyddat sedan 2009 och är 55 hektar stort. Reservatet består av myrmark och gammal granskog kring sjöarna Trehörningen och Ljustjärnen.